# مارغوت روز
مارغوت روز (بالإنجليزية: Margot Rose)‏ هي ملحنة وممثلة أمريكية، ولدت في 17 يوليو 1956 ببيتسبرغ في الولايات المتحدة.

## وصلات خارجية
- مارغوت روز على موقع IMDb (الإنجليزية)
- مارغوت روز على موقع ديسكوغز (الإنجليزية)
- مارغوت روز على موقع قاعدة بيانات الفيلم (الإنجليزية)